# Hyou Senki
Hyou Senki (機巧奇傳 ヒヲウ戦記?, Karakuri kiden Hiwō senki, lett. "La storia militare dei karakuri elettrici di Hiwō"), è una serie anime diretta da Tetsurō Amino e prodotta dallo studio Bones, trasmessa su NHK dal 24 ottobre 2000 al 1º maggio 2001. In Italia, l'anime è stato trasmesso per la prima volta su Hiro dal 24 marzo al 28 aprile 2009.
Dal 18 marzo 2025, in occasione del 25º anniversario dello studio Bones, l'anime è stato pubblicato su Crunchyroll a livello globale in versione rimasterizzata in HD e con sottotitoli anche in italiano, con il titolo internazionale Hiwou War Chronicles.

## Trama
Giappone, periodo Meiji. Un ragazzo di nome Hyou fa parte, come i fratelli, del popolo dei meccanici. Questo popolo è in grado di costruire i karakuri, antichi mecha di legno. Hyou deve combattere, insieme ai fratelli, i Fujin, che utilizzano anch'essi i karakuri, però a scopi maligni. 

## Personaggi e doppiatori
Tra parentesi, se è stato cambiato nella versione italiana, si trova il nome originale del personaggio.
| Personaggio                         | Doppiatore originale | Doppiatore italiano                                                    |
| ----------------------------------- | -------------------- | ---------------------------------------------------------------------- |
| Personaggi principali               |                      |                                                                        |
| Hyou/Hyo (Hiwō)                     | Hōko Kuwashima       | Patrizia Mottola                                                       |
| Shishi                              | Rikako Aikawa        | Davide Garbolino                                                       |
| Machi                               | Kaori Mizuhashi      | Emanuela Pacotto                                                       |
| Ryoma Saitani/Sakamoto              | Kazuhiko Inoue       | Diego Sabre                                                            |
| Sai                                 | Nobuo Tobita         | Luca Sandri                                                            |
| Hana                                | Haruna Ikezawa       |                                                                        |
| Yuki                                | Omi Minami           |                                                                        |
| Mayu                                | Akiko Yajima         |                                                                        |
| Tetsu                               | Yoko Teppouzuka      |                                                                        |
| Narratrice                          | Masako Ebisu         |                                                                        |
| Giovane signore/Piccolo capo Arashi | Shin'ichirō Miki     | Renato Novara                                                          |
| Personaggi secondari                |                      |                                                                        |
| Ishi, servitore di Arashi           | Hisao Egawa          | Gianluca Iacono                                                        |
| Ricky, servitore di Arashi          |                      |                                                                        |
| Fubuki, servitore di Arashi         | Kappei Yamaguchi     |                                                                        |
| Alexander                           | Yūko Mizutani        |                                                                        |
| Aka                                 | Yūji Takada          |                                                                        |
| Leone imperiale                     |                      | Federico Danti                                                         |
| Momosuke                            |                      | Gianluca Iacono                                                        |
| Vari personaggi (voci ricorrenti)   |                      | Pietro Ubaldi Riccardo Lombardo Massimo Di Benedetto Oliviero Corbetta |

Il doppiaggio italiano dell'anime è stato eseguito a Milano, presso Merak Film, sotto la direzione di Federico Danti.

## Episodi
| Nº | Titolo italiano Giapponese 「Kanji」 - Rōmaji | In onda          | In onda        |
| Nº | Titolo italiano Giapponese 「Kanji」 - Rōmaji | Giapponese       | Italiano       |
| 1  | Corri, Homura 「走れ! 炎（ほむら）」 | 24 ottobre 2000  | 24 marzo 2009  |
| 2  | Guardate! Questa è l'arte Karakuri! 「見よ! これが機巧（からくり）だ」 | 31 ottobre 2000  | 25 marzo 2009  |
| 3  | Vendetta?! Gli eroi della fine di Edo 「敵討ち!? 幕末英雄登場」 | 7 novembre 2000  | 26 marzo 2009  |
| 4  | Vittoria o sconfitta? Arashi contro Hyo 「勝つか負けるか! アラシ対ヒヲウ」 | 14 novembre 2000 | 27 marzo 2009  |
| 5  | Un addio? Tetsu e le bambole Kokeshi 「さいなら? テツとこけし」 | 21 novembre 2000 | 30 marzo 2009  |
| 6  | Passaggio al di là della vetta 「目指せ! 山の彼方へ」 | 28 novembre 2000 | 31 marzo 2009  |
| 7  | Hana e Yuki si nascondono! Proteggiamoli! 「守れ! 秘密の華と雪」 | 5 dicembre 2000  | 1º aprile 2009 |
| 8  | Tradimento? La sparizione di Machi 「裏切り? 雪山に消えたマチ」 | 12 dicembre 2000 | 2 aprile 2009  |
| 9  | Il grande combattimento! Dov'è nostro padre? 「激闘! 父ちゃんはどこだ」 | 19 dicembre 2000 | 3 aprile 2009  |
| 9  | Mentre Hyou ed i suoi fratelli sono alla ricerca del loro padre, li attaccano i Fujin. Hyou riuscirà a sconfiggerli grazie alla nuova forza dell'elettricità di Homura, il loro Karakuri, ma se ne pentirà, in quanto i Karakuri sono fatti solo per riti e feste, non per combattere. |                  |                |
| 10 | Guarda, uno straniero! La locanda nella neve 「唐人だ! 雪の宿は大騒ぎ」 | 9 gennaio 2001   | 6 aprile 2009  |
| 10 | Hyou ed i fratelli si fermano ad una locanda sulla neve, dove incontrano un inglese, che non dovrebbe essere lì in quanto sono proibiti gli estranei in Giappone. Quando i Fujin trovano il gruppo di Hyou cercano anche di ammazzare lo straniero, senza successo. |                  |                |
| 11 | L'uomo che odia i Karakuri 「なぜ? 機巧嫌いの男」 | 16 gennaio 2001  | 7 aprile 2009  |
| 11 | Hyou ed i fratelli si fermano in un tempio. Quando Hyou mostra al monaco che governa il posto, Mugen, un Karakuri, quest'ultimo si spaventa. Si scoprirà poi che in realtà quel monaco altro non è che un samurai che aveva combattuto una guerra dove i nemici usavano i Karakuri come armi. Grazie ad Hyou ed ai suoi fratelli, il monaco imparerà ad apprezzare i Karakuri, ma morirà quando i Fujin attaccheranno il gruppo. |                  |                |
| 12 | Il sacro castigo! Da che parte è la giustizia? 「天誅! 正しいのは誰だ」 | 23 gennaio 2001  | 8 aprile 2009  |
| 12 | I Fujin cercano di attaccare il gruppo di Hyou in un modo diverso dal solito: una Fujin si fa dei seguaci, apparentemente aiutandoli, ma in realtà gli dice che va eliminato Saitani, il quale sembra abbia compiuto diversi omicidi, e nel frattempo lei uccide gli altri del gruppo. Il piano però non riesce. |                  |                |
| 13 | Bagliore di lame nella magica città di Kyoto 「ちぇすと! 魔界京都に刃が光る」 | 30 gennaio 2001  | 9 aprile 2009  |
| 13 | A Hyou e compagnia viene proposto di lavorare per un nobile. Loro non accettano, ma scoprono che quest'ultimo vuole a tutti i costi che ritorni a servirlo un seguace che ha deciso di abbandonare il posto per fare il rivoluzionario: vuole far cambiare il sistema politico di Kyoto. Nel frattempo, Hana viene rapita da dei servitori dei Fujin, ma il resto della banda riesce a trovarla e a salvarla.                    |                  |                |
| 14 | La gigantesca spada del Tengu riposa nella terra incantata 「でかい! 魔界に眠る天狗の剣」 | 6 febbraio 2001  | 10 aprile 2009 |
| 14 | Hyou accetta di lavorare per il nobile della puntata precedente, ma per fare ciò deve combattere e per farlo deve prendere la spada del Tengu, elemento maggiore di combattimento per Homura. A quel punto, Hyou rinuncia perché vuole usare i Karakuri per fare del bene. Nel frattempo, scopre che Yuki è in realtà un principe, e quindi non una ragazza come pensava fin dall'inizio.                                        |                  |                |
| 15 | Non piangere, Hana 「泣くな! ハナ」 | 13 febbraio 2001 | 13 aprile 2009 |
| 15 | Un carico affonda nel mare e si perde l'elefante di un uomo. Quando Hyou e i fratelli lo trovano, per loro è una festa, in quanto sono rari gli elefanti in Giappone. L'elefante verrà rubato dai Fujin, ma si riuscirà a salvarlo e riportarlo al padrone. |                  |                |
| 16 | Passaggio attraverso la corrente impetuosa 「渡れ! 激流を越えて」 | 20 febbraio 2001 | 14 aprile 2009 |
| 16 | La banda di Hyou cerca di camminare sulle rocce del mare dato il ritiro di quest'ultimo nel giorno dell'eclissi. Purtroppo i Fujin sono lì ad aspettarli, ma il gruppo di Hyou riuscirà comunque nell'impresa. |                  |                |
| 17 | L'incontro! Inizia la nostra sofferenza 「会えた! 悲しみの始まり」 | 27 febbraio 2001 | 15 aprile 2009 |
| 18 | Il sogno di papà 「嘘! 父の見た夢」 | 6 marzo 2001     | 16 aprile 2009 |
| 19 | Hyo è in pericolo! I Karakuri del palazzo Mitsurugi 「危うしヒヲウ! カラクリの三剣城」 | 13 marzo 2001    | 17 aprile 2009 |
| 20 | Papà! È tempo di partire 「父よ! 旅立ちの時」 | 20 marzo 2001    | 20 aprile 2009 |
| 21 | Partenza! Lo stretto di Bakan 「風雲! 馬関海峡」 | 27 marzo 2001    | 21 aprile 2009 |
| 22 | Non andartene, Hana! Un campo di battaglia per i ragazzini 「行くな華! 子どもたちの戦場」 | 3 aprile 2001    | 22 aprile 2009 |
| 23 | Sentite la voce di Homura? 「聞こえるか? 炎の声が」 | 10 aprile 2001   | 23 aprile 2009 |
| 24 | Darò fuoco al Karakuri di papà! 「燃えよ! 父ちゃんの機巧」 | 17 aprile 2001   | 24 aprile 2009 |
| 25 | Balliamo! È la nostra festa! 「舞え! 俺たちの祭」 | 24 aprile 2001   | 27 aprile 2009 |
| 26 | Addio Ryoma, partenza per la futura Tokyo 「さらば龍馬! やがて東京と呼ばれる町へ」 | 1º maggio 2001   | 28 aprile 2009 |
| 26 | Hyou ed i fratelli sono cresciuti ed è arrivato il giorno del matrimonio di Mayu. Sfortunatamente, Sakamoto viene ucciso perché a sua volta aveva ucciso della gente. Per evitare altri contrattempi che interferiscano con il matrimonio, Hyou è costretto a risvegliare Homura, la quale era stata nascosta dallo stesso Hyou perché non venisse più utilizzata per la guerra. È la fine della serie.                          |                  |                |

## Titoli e canali di trasmissione
| Paese       | Titolo                                           | Canale             |
| ----------- | ------------------------------------------------ | ------------------ |
| Giappone    | 機巧奇傳 ヒヲウ戦記 (Karakuri kiden Hiwō senki?) | Nippon Hōsō Kyōkai |
| Italia      | Hyou Senki                                       | Hiro               |
| Stati Uniti | Hiwou War Chronicles                             | Animax Asia        |
| Spagna      | Las crónicas de Hiwou                            | Jonu Media         |

## Sigle
La sigla iniziale originale della serie è Hiwō no theme (ヒヲウのテーマ?, Hiwō no teima, trad. Tema di Hiwō) ed è cantata da Hiroshi Yamaguchi. Quella finale originale si intitola Crossroad ed è cantata da Kumiko Endō.
Entrambe le sigle sono utilizzate anche nella versione italiana fino alla replica dell'11 maggio 2009, giorno in cui ha esordito la sigla italiana della serie, chiamata ugualmente al titolo della serie, cantata da Giorgio Vanni.
Il video delle sigle è fatto appositamente per queste. Nell'episodio 26, l'ultimo, la sigla iniziale è montata direttamente sul prologo: "Hiwō no Theme" è in sottofondo su delle immagini della vita di Sakamoto, commentate, come per ogni prologo, dalla narratrice. Alla replica in Italia, è stata aggiunta la sigla italiana prima di questo pezzo.